# Кузьменко Володимир Данилович
 Кузьме́нко Володи́мир Дани́лович  (* 25 лютого 1948 — †26 травня 2007) — український письменник, журналіст. Перебував у національних спілках письменників з 1990 р. та журналістів з 1987 р., був головою Вінницької письменницької організації у 1997–2002 рр.

## Біографія
Народився 25 лютого 1948 р. в місті Тульчині Вінницької області. Дитячі та юнацькі роки провів с. Хвостівцях (тепер Ковалівка) Немирівського району. За освітою — інженер-будівельник. Закінчив Немирівський будівельний технікум (1968).
Працював на будівництві на Кіровоградщині, Вінниччині, у Сибіру (в Томську та Тюмені), служив у війську. У 1973 р. був засуджений до десяти років ув'язнення, достроково звільнений. Завершив навчання у Київському інженерно-будівельному інституті (1982), закінчив факультет журналістики Київського державного університету ім. Т. Шевченка (1989). Відтак, з 1989 р. — на журналістській роботі у: ямпільській районній газеті «Слово хлібороба», вінницьких газетах «Панорама», «Південний Буг». Очолював обласний літературно-мистецький фонд, асоціацію творчих спілок Вінниччини. У 2002–2007 рр. — голова Вінницької організації Національної спілки письменників України, з 2003 р. — радник голови облдержадміністрації з гуманітарних питань, шеф-редактор журналу «Вінницький край».
Помер у Вінниці 26 травня 2007 р. і похований на Немирівщині.

## Літературна діяльність
Автор книг:
- роману «Ти на світі» (1989);
- повісті та оповідань «Жінка з землі Франца-Йосифа» (1995);
- збірки поезій «Тернії серця» (1998);[4]
- краєзнавчої розвідки «Немирівський спиртзавод» (2001);
- есеїв та новел «Чорно-біла прогулянка з переходом у сіре» (2002);
- історично-авантюрного роману «Сповідь магната» (2007).

Підготував до друку роман «Етап» з життя повоєнних тюрем і таборів, уривки з якого публікувалися в періодиці. Друки в журналах «Дніпро», «Вінницький край» та ін.
Член НСЖУ (1987), НСПУ (1990).

## Нагороди і почесні звання
Заслужений працівник культури України (2001).
Лауреат Всеукраїнської літературної премії імені Михайла Коцюбинського (1999).